# Edward H. Schafer
 Edward Hetzel Schafer (23 août 1913 - 9 février 1991) est un historien, sinologue et écrivain américain connu pour son expertise de la dynastie Tang et professeur de chinois à l'Université de Californie à Berkeley durant trente-cinq ans de carrière. Les œuvres les plus remarquables de Schafer incluent The Golden Peaches of Samarkand (« Les Pêches dorées de Samarkand ») et The Vermilion Bird (« L'Oiseau vermillon »), qui explorent toutes deux les interactions de la Chine avec d'autres cultures et régions au cours de la dynastie Tang.

## Biographie

### Jeunesse et carrière
Edward H. Schafer naît le 23 août 1913 à Seattle dans l'État de Washington. Après avoir terminé ses études secondaires, Schafer suit sa famille à Los Angeles, en Californie, à la recherche de meilleures perspectives économiques. Les difficultés financières provoquées par la Grande Dépression empêchent la famille Schafer de l'envoyer à l'université, et il passe sept ans à travailler dans une épicerie en gros pour économiser l'argent nécessaire aux frais de scolarité. Bien qu'il n'ait pas pu fréquenter l'université pendant cette période, Schafer passe autant de temps que possible à lire et à étudier à la bibliothèque publique de Los Angeles, parvenant même à apprendre lui-même les bases de l'égyptien ancien.

### Études universitaires
Edward Schafer parvient finalement à entrer à l'UCLA en tant qu'étudiant de premier cycle et y  passe trois ans avant d'être transféré à l'Université de Californie à Berkeley, pour sa dernière année, où il obtient une licence (B.A.) d'anthropologie. Après son diplôme de Berkeley, Schafer décroche une bourse pour étudier le chinois et est admis à l'Université d'Hawaï en tant qu'étudiant diplômé, obtenant sa maîtrise en 1940 avec une thèse intitulée Persian Merchants in China During the T'ang Dynasty (« Les marchands persans en Chine durant la dynastie Tang »).

### L'interruption par la guerre
Edward Schafer entre ensuite à l'Université Harvard où il commence à travailler sur son doctorat, mais ses études sont interrompues en décembre 1941 par l'attaque japonaise de Pearl Harbor et l'entrée des États-Unis dans la Seconde Guerre mondiale. Pendant la guerre, Edward Schafer travaille comme linguiste pour l'Office of Naval Intelligence et réussit à maîtriser le japonais, qu'il avait commencé à étudier à Harvard.

### Le doctorat d'après-guerre
Après la fin de la guerre en 1945, Edward Schafer retourne à Berkeley et termine son doctorat. En 1947 avec une thèse intitulée The Reign of Liu Ch'ang, Last Emperor of Southern Han; A Critical Translation of the Text of Wu Tai shih, with Special Inquiries into Relevant Phases of Contemporary Chinese Civilization (« Le règne de Liu Ch'ang, dernier empereur des Han du Sud ; une traduction critique du texte de Wu Tai shih, avec des enquêtes spéciales sur les phases pertinentes de la civilisation chinoise contemporaine »). Après son doctorat, il est immédiatement embauché par le Département des langues orientales de Berkeley.

### Les prémices duLevering Act
En 1949, l'administration de l'Université de Californie adopte un serment de loyauté anticommuniste controversé et rendu obligatoire pour tous les professeurs, Edward Schafer fait partie des dix-huit contestataires licenciés pour avoir refusé de signer ce serment. Schafer est soutenu dans sa décision par le reste de la faculté des études orientales et refuse catégoriquement de capituler ; lui, ainsi que les dix-sept autres membres du corps professoral licenciés, sont finalement réintégrés avec l'intégralité des arriérés de salaire.

### Le professorat
Edward Schafer obtient son poste en 1953, est promu professeur titulaire en 1958 et, en 1969, reçoit la chaire Agassiz de langues et littératures orientales. Au cours des années 1970, Edward Schafer travaille sur le changement de politique de l'Université de Californie qui permet aux femmes d'obtenir le statut de professeurs titulaires. Schafer a décidé de prendre sa retraite en 1984 et, peu de temps avant que sa retraite officielle ne soit honorée du poste de professeur de recherche, le poste le plus élevé qu'un membre du corps professoral de Berkeley puisse obtenir.[pas clair]
De 1955 à 1968, Edward Schafer est rédacteur en chef pour l'Asie de l'Est du Journal of the American Oriental Society et devient président de l'American Oriental Society pour l'année universitaire 1975-1976. Il est connu pour ses sentiments de sinologue convaincu, qui met l'accent sur la philologie, les compétences linguistiques et les textes classiques, une approche qui souvent contraste avec les études régionales, qui mettent l'accent sur les théories de l'histoire récente et des sciences sociales. Ses publications comprennent plus de 100 articles scientifiques et plus d'une douzaine de livres.

### Décès
Edward H. Schafer décède à Alameda, en Californie, en 1991, à l'âge de 77 ans, des suites d'une courte bataille contre un cancer du foie,.

## Œuvres choisies
- Schafer, Edward H. (1947), « The Reign of Liu Ch'ang, Last Emperor of the Southern Han: A Critical Translation of the Text of Wu Tai shih, with Special Inquiries into Relevant Phases of Contemporary Chinese Civilization », Ph.D. dissertation, University of California, Berkeley.
- Schafer, Edward H. (1961), Tu Wan's Stone Catalogue of Cloudy Forest: A Commentary and Synopsis. Berkeley, Los Angeles: University of California Press.
- Schafer, Edward H. (1963), The Golden Peaches of Samarkand: A Study of T'ang Exotics. Berkeley, Los Angeles: University of California Press.
- Schafer, Edward H. (1967), The Vermilion Bird: T'ang Images of the South. Berkeley, Los Angeles: University of California Press.
- Schafer, Edward H. (1977), Pacing the Void: T'ang Approaches to the Stars. Berkeley, Los Angeles: University of California Press.
- Schafer, Edward H. (1981), « Wu Yün's 'Cantos on Pacing the Void' », Harvard Journal of Asiatic Studies, 41, p. 377–415.